# アンリ・フレデリック・アミエル
アンリ・フレデリック・アミエル（Henri Frédéric Amiel 、1821年9月27日-1881年5月11日）はスイスの哲学者、詩人、批評家。30年にわたって書かれ、死後に出版された「アミエルの日記」が有名である。

## 経歴・人物
1821年にジュネーヴで、商人の父アンリ・アミエルと母カロリーヌ・ブラントの間に長男として生まれる。アミエルの一家は、ナントの勅令の廃止によってスイスに亡命したユグノー教徒の家系になる。

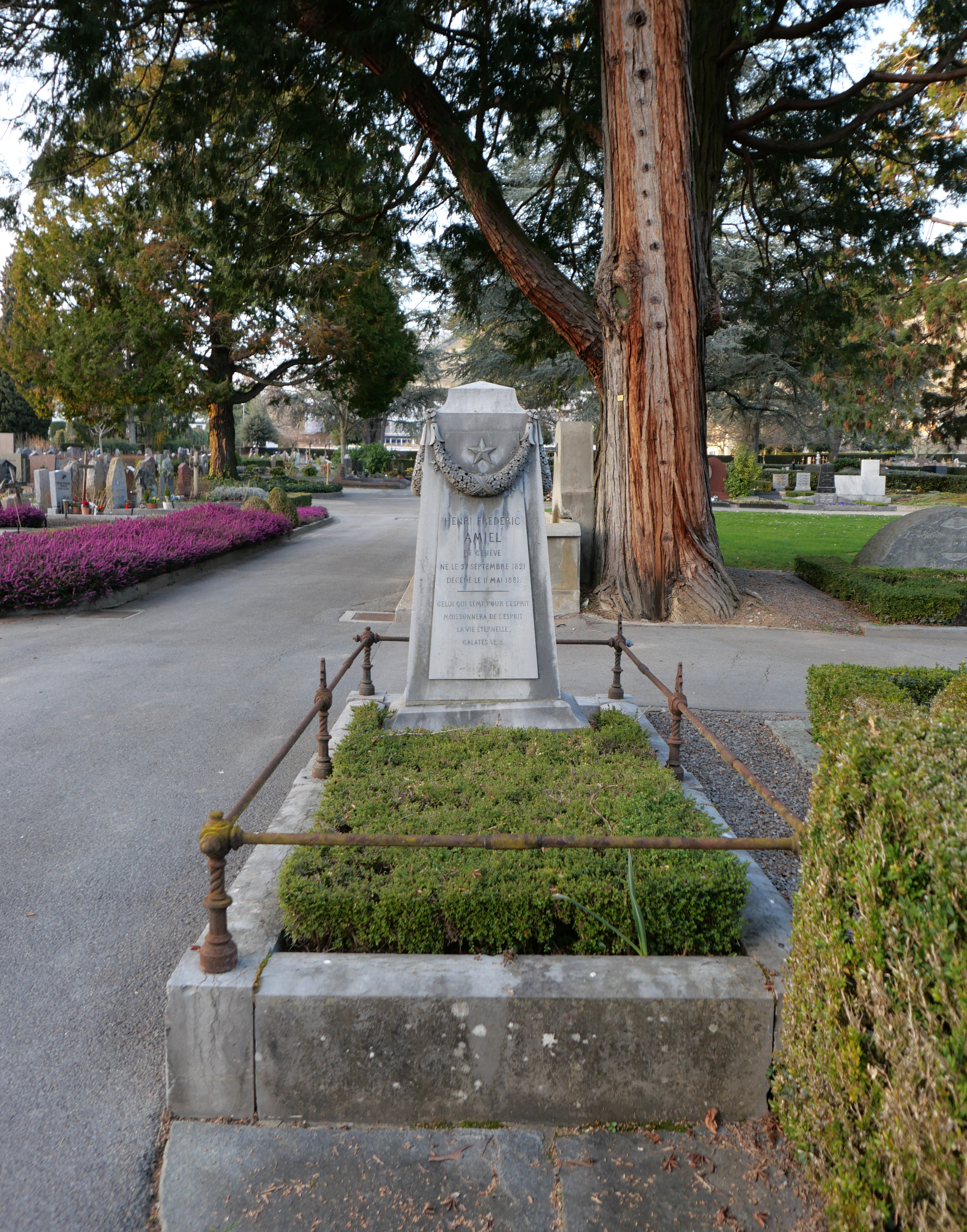
2024年の墓。

13歳のときに両親が亡くなり、叔父フレデリック・アミエルの元で育てられる。生まれ育った町で学び始め、スイス、イタリア、フランス、そしてベルギーなどへ旅を重ねた。ドイツのハイデルベルクにも9ヵ月ほど滞在している。1844年から1848年にかけてベルリンに滞在し、シェリングの元で哲学を、ベネケの元では心理学を、そのほかに神学などを受講している。1849年、彼はジュネーブに戻り、その論文Du Mouvement littéraire dans la Suisse romane et de son avenir (スイスのフランス語圏における文学的運動とその将来)の評価におかげでジュネーブ大学で美学とフランス文学担当の教授になり、1854年には哲学の教授になった。彼は亡くなるまでこの講座の教授を務めた。

アミエルはヴォー州のクラレンスの墓地に埋葬された。 墓石には、ガラテヤ人への手紙 6,8 章からの引用
「御霊を喜ばせるために種を蒔く人は、御霊から永遠の命を刈り取るでしょう。」

## 業績
アミエルは数多くの詩集、歴史研究や哲学研究の著作、哲学的エッセイを刊行している。それらはドイツ観念論の影響を受けたものである。彼が存命時に出版した最も世間の評判をとった作品は、愛国主義的で戦争賛歌的な詩、Roulez, tambours! (1957)である。アミエルが有名になったのは、その『日記』（「ひそかな日記」1839年-1881年、17,000ページに及ぶもの）による。これは彼の死後発見されたものである。発見されて間もなく2巻本として刊行されるやいなやその思想の明晰さ、内省の誠実さ、個々の正確さ、実存の諦念的な幻想や自己批判的な傾向などにより、世間の耳目を引き寄せた。この日記は、19世紀末から20世紀のスイスのみならずヨーロッパの作家たちにも大きな影響を及ぼした。その影響をこうむった作家の中には、レフ・トルストイも挙げられる。日本でも戦前から翻訳され、やで長く読まれている。
「心が変われば行動が変わる／行動が変われば習慣が変わる／習慣が変われば人格が変わる／人格が変われば運命が変わる／運命が変われば人生が変わる」が有名である。

### 日本語訳
- 『アミエルの日記』河野与一訳、岩波文庫、改版全4巻、復刊1991ほか
- アミエル『人生について　日記 抄』土居寛之編訳、白水社、新装復刊1997。抜粋版

## 著作
- Grains de Mil (1854)
- Il Penseroso (1858)
- La Part du Rêve (1863)
- Les Etrangères (1876)
- Jour à Jour (1880)
- Charles le Téméraire (1876, Karl der Kühne, historischer Roman)
- Studien über Germaine de Staël (1876), Johannes Calvin(1878) und Jean-Jacques Rousseau (1879)
- Tagebuch (1839-1881)
  - Fragments d'un journal intime (1882-1884) Ausgewählte Auszüge seines Tagebuchs, kurz nach seinem Tod von Fanny Mercier publiziert. Die deutsche Übersetzung von Rosa Schapire erschien 1905 im Piper Verlag (München und Leipzig).
  - Journal intime (1976-1994) vollständig herausgegeben von Bernard Gagnebin et Philippe M. Monnier in 12 Bänden.